# 雪と氷の旋律
『雪と氷の旋律』（ゆきとこおりのせんりつ、原題：And Winter Came...）は、アイルランドの音楽家エンヤの通算7作目のスタジオ・オリジナル・アルバム。2008年11月12日リリース。

## 概要
前作『アマランタイン』から3年ぶりとなる作品で、邦題がはじめて日本語になっている。もともとはクリスマス・アルバムのコンセプトで制作されていたが、レコーディングの中でさらに幅広い季節感が湧き上がってきたため、クリスマスだけにとらわれない冬のアルバムに仕上がった。全12曲収録。オリジナル曲10曲に加え、4曲目の「オー・カム・オー・カム・エマニュエル」と12曲目の「きよしこの夜」はトラディショナルな賛美歌を使用している。
日本のオリコン・アルバムチャートでは前作に続いてトップ10入り、また、同洋楽チャートでは初登場でトップ3入りを果たした。

## 収録曲
1. 雪と氷の旋律 - And Winter Came... （3分16秒）
2. ジャーニー・オブ・ジ・エンジェルズ - Journey of the Angels （4分47秒）
3. ウィンター・ナイト - White is in the Winter Night （3分00秒）
4. オー・カム・オー・カム・エマニュエル - O Come, O Come, Emmanuel （3分40秒）ラテン語で歌われる。日本では賛美歌「久しく待ちにし」という題で知られる。
5. ウィンター・レイン - Trains and Winter Rains （3分45秒）本アルバムからの1stシングル。
6. ありふれた奇跡 - Dreams Are More Precious （4分26秒）フジテレビ系連続ドラマ『ありふれた奇跡』主題歌。エンヤが作品のテーマに共感し起用されることになった。ドラマにエンヤの楽曲が起用されるのは世界初ということで話題になった。
7. ラスト・タイム・バイ・ムーンライト - Last Time By Moonlight （3分58秒）
8. おもちゃの兵隊 - One Toy Soldier （3分54秒）
9. スターズ・アンド・ミッドナイト・ブルー - Stars and Midnight Blue （3分09秒）
10. ザ・スピリット・オブ・クリスマス・パスト - The Spirit of Christmas Past （4分18秒）
11. マイ！マイ！タイム・フライズ！ - My! My! Time Flies! （3分03秒）
12. きよしこの夜 - Oíche chiúin (Chorale) （3分50秒）ゲール語で歌われている。以前のアルバムにも収録されているが、今回のアルバム用に再レコーディングされた。

- 作詞：ローマ・ライアン
- 作曲：エンヤ（4曲目と12曲目を除く）
- アレンジ：エンヤ、ニッキー・ライアン
- 全ボーカル・演奏：エンヤ